# 2003年網球大師盃賽
2003年網球大師盃賽於2003年11月8日至11月16日在美國休斯頓西城網球俱樂部舉行。

## 冠軍得主

### 單打
羅傑·費達拿 擊敗  安德烈·阿加西（6–0、6–0、6–4）
- 羅傑·費達拿奪得今年第9座單打冠軍，也是職業生涯第17座ATP單打冠軍。

### 雙打
鮑勃·布賴恩 /  邁克·布賴恩 擊敗  米卡埃爾·洛德拉 /  法布里斯·桑托羅（66–7、6–3、3–6、7–63、6–4）

## 外部連結
- 官方網站（页面存档备份，存于）